# Böhm Ferenc (bányamérnök)
Böhm Ferenc (Pécs, 1881. január 23. – Budapest, 1940. július 1.) bányamérnök, a hazai kőolaj- és földgázkutatás egyik legkiválóbb képviselője.

## Életpályája
Szülővárosában érettségizett a ciszterci gimnáziumban. Tanulmányait 1905-ben Selmecbányán fejezte be. Állami szolgálatát 1904-ben kezdte, 1916-ig több erdélyi ércbányánál; majd a Földtani Intézetnél, 1908-tól az erdélyi földgázkutatásnál működött. 1916-ban Budapestre a Pénzügyminisztériumba helyezték, ahol 1918-tól ő volt az összes kincstári bányászati és kohászati ügyek vezetője. 1920-1924 közt szabadságolták, ez idő alatt az Anglo-Persian Oil Company Ltd., illetve Hungarian Oil Syndicate kutatásainak vezetője volt. 1925-től ismét átvette a Pénzügyminisztérium bányászati főosztályának vezetését, majd 1934-ben állami kőszénbányászati igazgatását.
Budapesten hunyt el 61 éves korában, 1940. július 1-én.

## Munkássága
Legnagyobb érdeme a nagysármási földgázkutatás irányítása, valamint amerikai tapasztalatai alapján az erdélyi földgázterület gyűrődéses szerkezetének felismerése. Az első világháború utáni időkben az ő nevéhez fűződnek a Nagyalföldön megindított szénhidrogén-kutatások első eredményei. Fáradozásának eredményeképpen kapott az European Gas and Electric Company koncessziót a dunántúli szénhidrogén-kutatásra.
1925-től mint a Pénzügyminisztérium bányászati főosztályának vezetője újjászervezte a kincstári bányászatot (Komló, Recsk) és a bányászati szakoktatást.
Életének legkiemelkedőbb szakasza az 1907-1918-as évek közé esik, amikor mint a magyarországi szénhidrogén-kutatások legfőbb műszaki irányítója szép eredményeket ért el Erdélyben, a Mezőségen, a Morva-mezőn, Egbell környékén és a horvátországi Bujevicán.
Szakfolyóiratokban a kőolaj- és földgázbányászat köréből készült számos tanulmánya jelent meg. Eredményei elismeréseként több tudományos intézmény is tagjai sorába választotta.

## Főbb munkái
- A királyi kincstár által Nagysármás és Kissármás községek határán végeztetett mélyfúrások leírása (Bp., 1914)
- A földgázkérdésről (Bányászati és Kohászati Lapok 1916)
- Ásványolaj-, földgáz- és sóbányászat (Technikai fejlődésünk története 1867-1927 című gyűjteményes munka része, Budapest 1928)
- A földgázbányászat Magyarországon 1935-ig (Bányászati és Kohászati Lapok, Budapest, 1939).